# Gare de Pointe-Noire
La gare de Pointe-Noire est une gare ferroviaire congolaise de la ligne de Pointe-Noire à Brazzaville. Elle constitue avec la gare de Brazzaville, l'un des deux terminus de cette ligne au bord de l'océan Atlantique, dans le département de Pointe-Noire.

## Situation ferroviaire
Établie à 14 m d'altitude, la gare de Pointe-Noire est située au point kilométrique (PK) 0 de la ligne du Chemin de fer Congo-Océan reliant Pointe-Noire la capitale économique, à Brazzaville, la capitale politique du Congo. Cette ligne est longue de 515 km.
La gare est située à l'achèvement de l'avenue Charles de Gaulle, la principale artère de la commune. Ce bâtiment remarquable constitue un repère et un point central dans la ville. La voie ferrée en plein centre-ville marque une séparation nette entre l'activité du centre-ville et la côte sauvage qui reste un lieu privilégié de villégiature pour les Ponténégrins.

## Histoire
En date du 26 septembre 1921, le Gouverneur Général de l'Afrique-Équatoriale française, Victor Augagneur, crée la circonscription du Chemin de fer Congo-Océan (CFCO), avec Loudima comme chef-lieu. Ainsi, c'est la décision de construire un port en eau profonde qui pousse les administrateurs coloniaux à abandonner la cité historique de Loango au profit celle de Pointe Noire. Cette dernière est de ce fait, choisie pour être le terminus du CFCO.
Alors qu'en 1921, on donne les premiers coups de pioche pour la construction du CFCO du côté de Brazzaville, l'emplacement du terminus océanique de la ligne n'est pas encore défini. La conception du bâtiment daterait de 1931 et la voie ferrée n'est totalement achevée qu'en 1934. L'ensemble "devis descriptif, avant-métré, bordereau des prix, devis estimatif, dessins" daterait de 1933, d'après les Archives nationales d'outre-mer (ANOM).

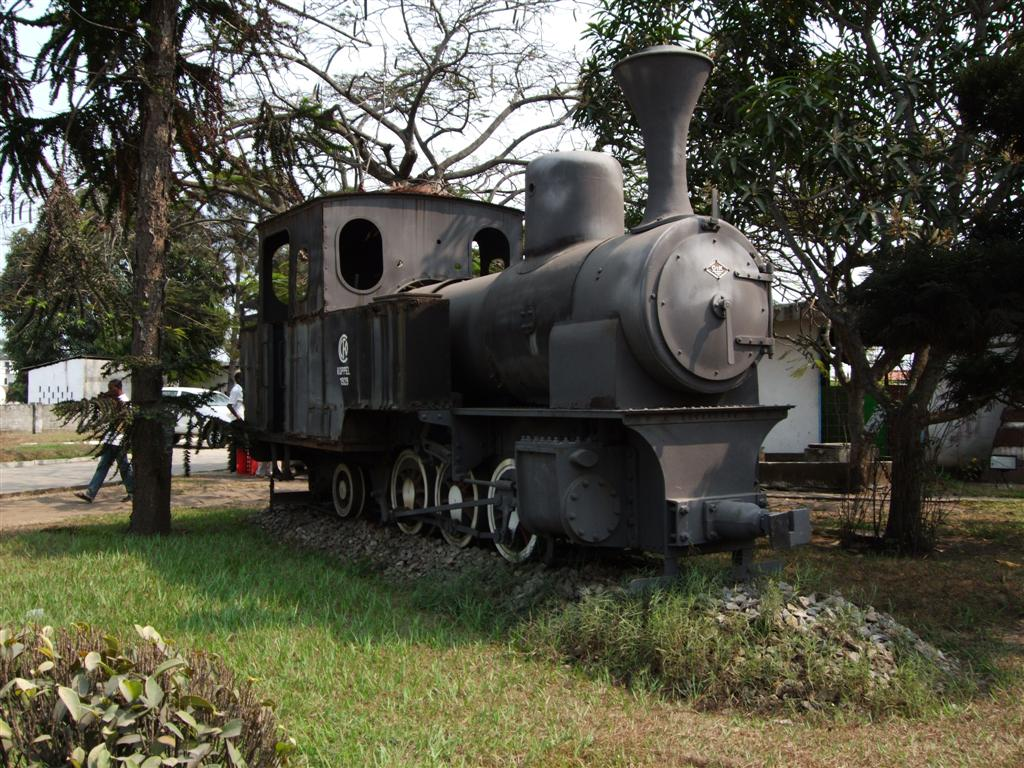
Train à vapeur en exposition à Pointe Noire

Lors de son inauguration officielle le 10 juillet 1934, la gare voyageurs n'est pas complètement achevée. La gare provisoire (gare de marchandises) située plus près du futur port, sera utilisée encore quelque temps pour les voyageurs,.

## Architecture

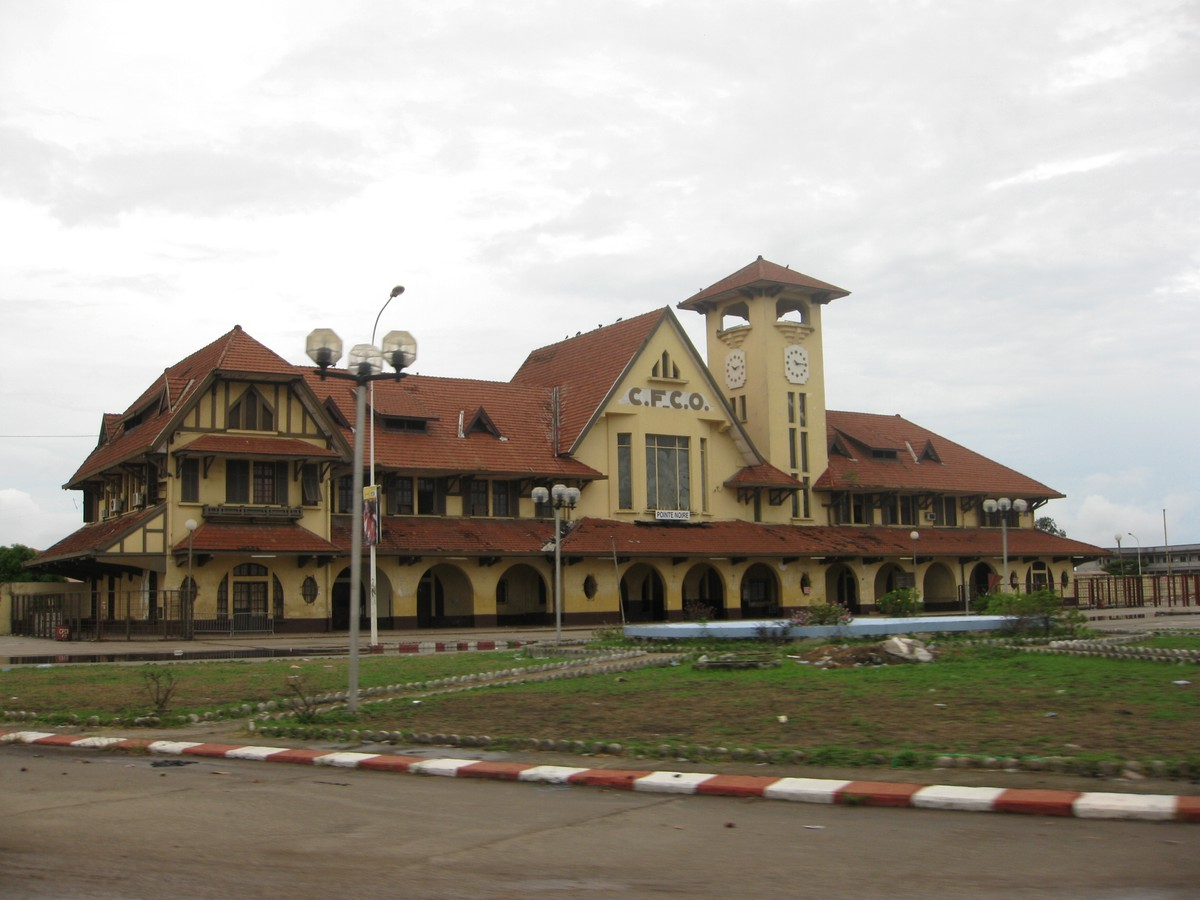
La façade de la gare de Pointe-Noire en 2010

L'architecte de cet ouvrage est le compiégnois Jean Philippot (1901-1988), gendre de Raoul Dautry (1880-1951), directeur général de l'Administration des chemins de fer de l'État, entre 1928 et 1937 puis nommé à la Libération, ministre de la reconstruction et de l'urbanisme de 1944 à 1946.
Les autres ouvrages de l'architecte sont l'église Saint-Jean l'Evangéliste de Drancy entre 1933 et 1935, le pont gare de Vanves-Malakoff en 1934, la gare de Meudon en 1936.
Contrairement à l'idée reçue, la gare de Pointe-Noire n'est ni une "copie conforme", ni une "réplique fidèle" de la Gare de Trouville - Deauville. Leurs similitudes architecturales proviennent de leur concepteur commun et de leur construction effectuée à la même période. Deauville est donc une source d'inspiration, tout comme pour la gare de Dalat au Viêt Nam, fruit des architectes, Moncet et Reveron.
C'est également l'époque du style "Art déco" que l'on remarque dans les vitrages du pignon central de la façade.
Conçue sur la base d'une architecture de style normand, elle se développe sur trois niveaux et comprend une tour qui domine l'ensemble de l'édifice.
La façade se distingue par une tour et des arcades en rez-de-chaussée. On retrouve des frontons de style normand, avec les lignes verticales sombres imitant les pans de bois, sur le pavillon situé à gauche de la façade (extrémité sud) et sur celui donnant sur les voies ferrées. Les toitures ont un petit air de ressemblance également. Le toit à pans coupés est typique des constructions coloniales de cette période. 

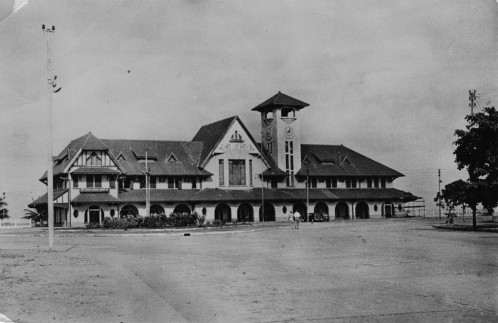
Gare de Pointe-Noire en 1947

Jadis la gare comportait sur son pignon nord-ouest un fronton qui portait le nom de la ville. Il était suivi d'une petite terrasse, surmontée d'un mur à faux pans de bois, motif cher au style régionaliste, et à l'architecte ayant œuvré en Normandie. L'extrémité nord-est ne comportait donc pas d'étage sur quelques mètres, le toit en encorbellement et les faux colombages faisant écho à ceux du pavillon de l'extrémité sud-est. 
En regardant l'édifice du côté sud, la partie droite de la façade semblait ainsi un peu tronquée, rendant ce décrochage peu esthétique. Le bâtiment a subi des travaux d'agrandissement dans sa partie nord-est entre 1943 et 1949 : la toiture a été rallongée, couvrant la petite terrasse, le fronton portant le nom de la ville a disparu, ainsi que les motifs imitant les pans de bois. Ces modifications, quoiqu'on en ignore la raison, ont un peu rétabli l'équilibre de la façade par rapport au volumineux pavillon situé au sud-ouest.
Il serait judicieux d'attirer l'attention sur ce patrimoine architectural qui tombe en décrépitude et qui est du reste peu entretenu comme l'ensemble du patrimoine architectural du CFCO.

## De nos jours

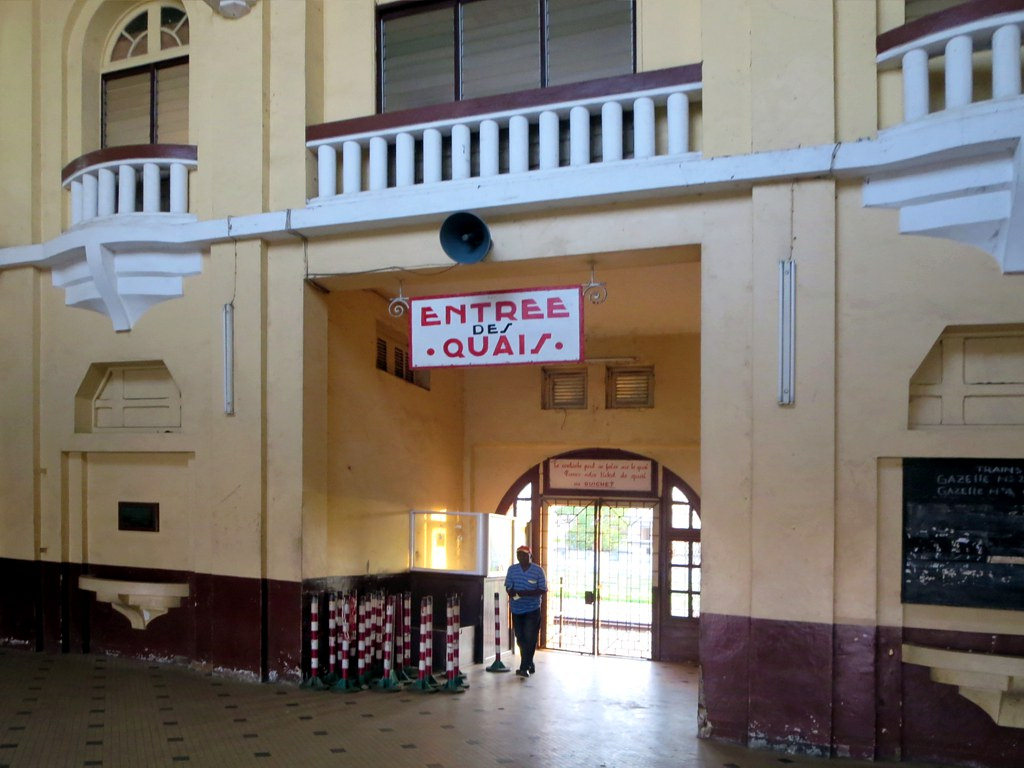
Gare de Pointe-Noire - L'accès aux quais

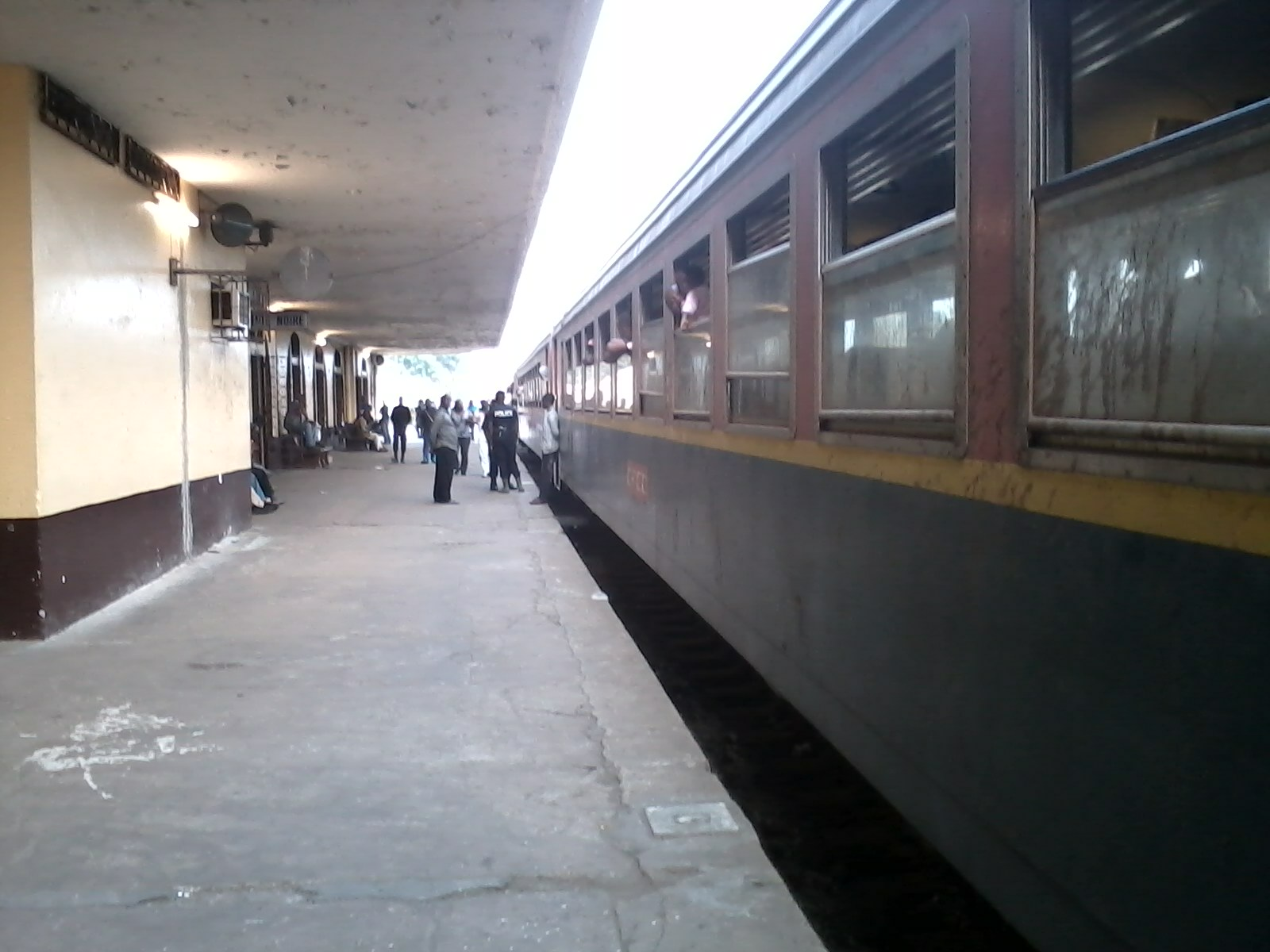
Train de voyageurs en gare.

Après plusieurs années d'inactivité, un "buffet de la gare" est de nouveau opérationnel. Régulièrement interrompu par les guerres civiles le trafic a repris depuis novembre 2018 permettant à la gare de retrouver une partie de son activité d'antan. La circulation du train avait été suspendue en raison de la guerre dans le Pool, d'autant plus que les miliciens "ninjas" avaient détruit plusieurs ouvrages d'art sur la voie ferrée.
Étant l'un des premiers bâtiments publics construits par l'administration coloniale, la gare demeure une attraction touristique majeure et est indéniablement l'emblème de la ville, malgré les réticences des autorités concernant les prises de vue qui nécessitent une autorisation de la part du service communication du CFCO.